# Valle Asinina
La Valle Asinina (Al Asnina in bergamasco) è una valle della Lombardia.

## Morfologia
È una diramazione occidentale della Val Taleggio che inizia nella località di Ponte del Becco in provincia di Bergamo. La valle è percorsa dal Torrente valle Asinina, un affluente del torrente Enna che nel corso dei secoli, tra il monte Aralta e il Ponte del Becco, ha formato una Valle, della lunghezza di circa 7 chilometri, chiamata Valle Asinina.

## Divisioni amministrative
La Valle Asinina è composta dai territori dei comuni di Taleggio e Cassiglio, entrambi appartenenti alla Val Brembana.